# Mery Cuesta
Mery Cuesta   (Bilbao, 1975) és una crítica d'art, comissària d'exposicions, dibuixant de còmics i divulgadora cultural basca.

## Trajectòria
En 2002 es trasllada de Bilbao a Barcelona, des d'on desenvolupa la seva polifacètica trajectòria.
Crítica d'art habitual a les pàgines del suplement Cultura/s de La Vanguardia, escriu i dibuixa tires còmiques sobre art contemporani i cultura popular per a moltes altres publicacions. En 2002 es fa amb el Premi Espais de la Crítica d'Art, gràcies al com publica el seu primer llibre, una anàlisi de la producció cinematogràfica experimental en l'Espanya dels 70, titulat "El Terrorisme domèstic d'Antoni Padrós".
Com a comissària, els seus projectes aborden qüestions relatives a l'anàlisi de la imatge audiovisual, la cultura popular, i la dissecció crítica dels mecanismes de funcionament de l'art contemporani.
Destaquen entre ells:
- 8000 peles(pàgines centrals de Cultura/s de La Vanguardia)
- Videoclisión(CGAC)
- Rock The Jury (Centre d'Art Santa Mónica)
- Low Cost(Foment dels Arts Decoratives)

Els seus comissariats més recents són la reeixida exposició sobre cinema quinqui Quinquis dels 80, comissariada al costat d'Amanda Cuesta (CCCB, La Casa Encesa, Centre d'Història de Saragossa i Alhóndiga de Bilbao)
- La mà esquerra de Cervantes (Institut Cervantes - Karsi Sanat,5 Istanbul)

En televisió, va formar part de la flota de col·laboradors del Late night xou de Paramount Comedy, Noche sin tregua, i en radi dirigeix i presenta des de 2009 l'emissió Programa Cultureta'6 en Extraradi de COM Ràdio, juntament amb Julio Arriaga.

## Obres
- CUESTA, Mery: ‘Istanbul Zombi 2066’, ed. Institut de Cultura de Barcelona. 2010.
- CUESTA, Mery / DURÓ, Jordi: "Found book covers", Creative Review Monograph, London, 2009.
- CUESTA, Mery: “Caída y auge de Antxón Amororrortu”. Iguapop Gallery, 2008.
- CUESTA, Mery: “Videoclision:Relaciones entre teleseries y videoclips en 6 capítulos”. Junta de Galicia, Santiago, 2007.
- CUESTA, Mery: “El terrorismo doméstico de Antoni Padrós en el cine experimental de la España de los 70” - Ed. Espais, Gerona, 2002.
- VVAA: “Larry Clark: Menores sin reparos”. Festival Internacional de Cine de Gijón, Gijón,2006.
- VVAA: “Creativitat: l'explosió dels limits”. Texto: 'De Ozu a Mazinger Z: Herencias del teatro kabuki en el primer cine japonés, el manga y el anime'. Universidad de Gerona, Gerona, 2004.

## Catàlegs
- CUESTA, Mery: “Rallito X: Manipulated Society”, Ed. Private Space Barcelona, 2010.
- CUESTA, Mery: “Kenneth Russo - Sonesnat: Musical Substrat Generacional”, Ed. Institut de Cultura d'Olot, Olot, 2007.
- CUESTA, Mery / LÓPEZ AMOR, Albert: “Pensa el verd: Revisiones del paisaje de la Garrotxa desde la comunicación visual”, Ed. Institut de Cultura d'Olot, Olot, 2005.
- Fanzine “Castizos y castas: Un fanzine de órdago”. Autoedición, 2006.